# David Holmes: The Boy Who Lived
David Holmes: The Boy Who Lived is een Amerikaanse documentaire uit 2023 over David Holmes, een stuntman die werd verlamd na een ongeluk op de set van een van de "Harry Potter"-films. 
De film werd mede geproduceerd door Daniel Radcliffe, de acteur die Harry Potter speelde. Holmes brak zijn nek in januari 2009, heeft al verschillende medische problemen gehad en veel fysieke training, en kan nu zijn armen bewegen.